# Roger (American Dad!)
Pour les articles homonymes, voir Roger.

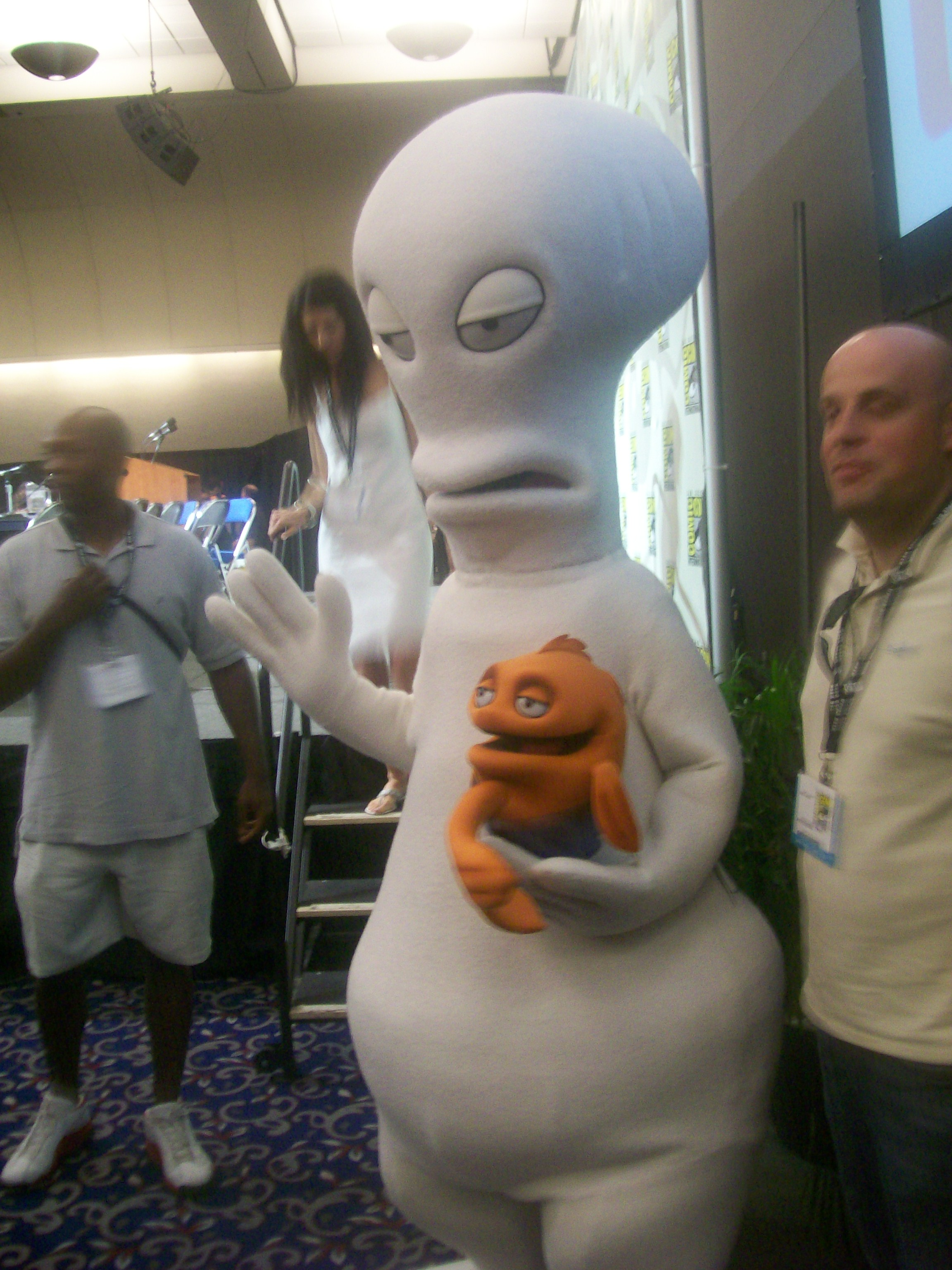
Effigies de Roger et Klaus de la serie American Dad! au Comic Cob

Roger Smith est un personnage de fiction, créé par Seth MacFarlane et apparaissant dans la série américaine American Dad!.

## Description
Roger est un alien vivant avec la famille Smith. Ayant vécu sur Terre depuis 1947, à l'âge de 1600 ans, Roger vit avec les Smith après 
que Stan l'a sauvé de la Zone 51 quatre ans avant le début de la série.
Roger a commencé la série comme un être sensible qui est souvent pris à partie, trompé, et ridiculisé. Au fil du temps, le personnage est devenu de plus en plus cruel, égoïste, sinistre, et dépravé, bien que la famille Smith soit curieusement inconsciente de sa nature. On apprend cependant dans le neuvième épisode de la saison 3 que l'attitude plus ou moins odieuse de Roger est un trait de caractère chez tous les membres de son espèce, et que l'exécution d'actes de bonté sur le long terme peut l'affaiblir, voire le tuer. 
Dans les premiers épisodes de la série, Roger est interdit de quitter la maison afin de se cacher des autres humains. Cette restriction est bientôt abandonnée et Roger commence à adopter des déguisements et des personnages fictifs pour avoir une vie en dehors de la maison.